# ASC Diaraf
ASC Diaraf is een Senegalese voetbalclub uit de hoofdstad Dakar. Tot de jaren zestig heette de club Foyer France Sénégal.

## Erelijst
Landskampioen
1968, 1970, 1975, 1976, 1977, 1982, 1989, 1995, 2000, 2004, 2010, 2018
Beker van Senegal
Winnaar: 1967, 1968, 1970, 1973, 1975, 1982, 1983, 1985, 1991, 1993, 1994, 1995, 2008, 2009, 2013
Senegal Assemblée Nationale Cup
1987, 1991, 2003
Beker van Frans-West-Afrika
1948

## Bekende spelers
- Oumar Ba
- Henri Camara
- Pape Ciré Dia
- Mustapha Diallo
- Oumar Diallo
- Papa Bouba Diop
- Fary Faye
- Khadim Faye
- Moussa N'Diaye
- Ousmane N'Doye
- Pape Macou Sarr
- André Senghor
- Thierno Youm

## Voorzitters
- Lamine Dieng (-2012)
- Abdoulaye Sarr (2013-)